# Cássia Eller
Cássia Rejane Eller (sinh ngày 10 tháng 12 năm 1962 – mất ngày 29 tháng 12 năm 2001) là nữ ca sĩ, nhạc sĩ người Brasil. Bà là nghệ sĩ thuộc dòng nhạc rock kết hợp với música popular brasileira (nhạc đại chúng Brasil).
Bà từng được tạp chí Rolling Stone Brasil xếp hạng thứ 18 trong số những giọng ca vĩ đại nhất và hạng thứ  40 trong số những nghệ sĩ vĩ đại nhất của nước này.

## Qua đời

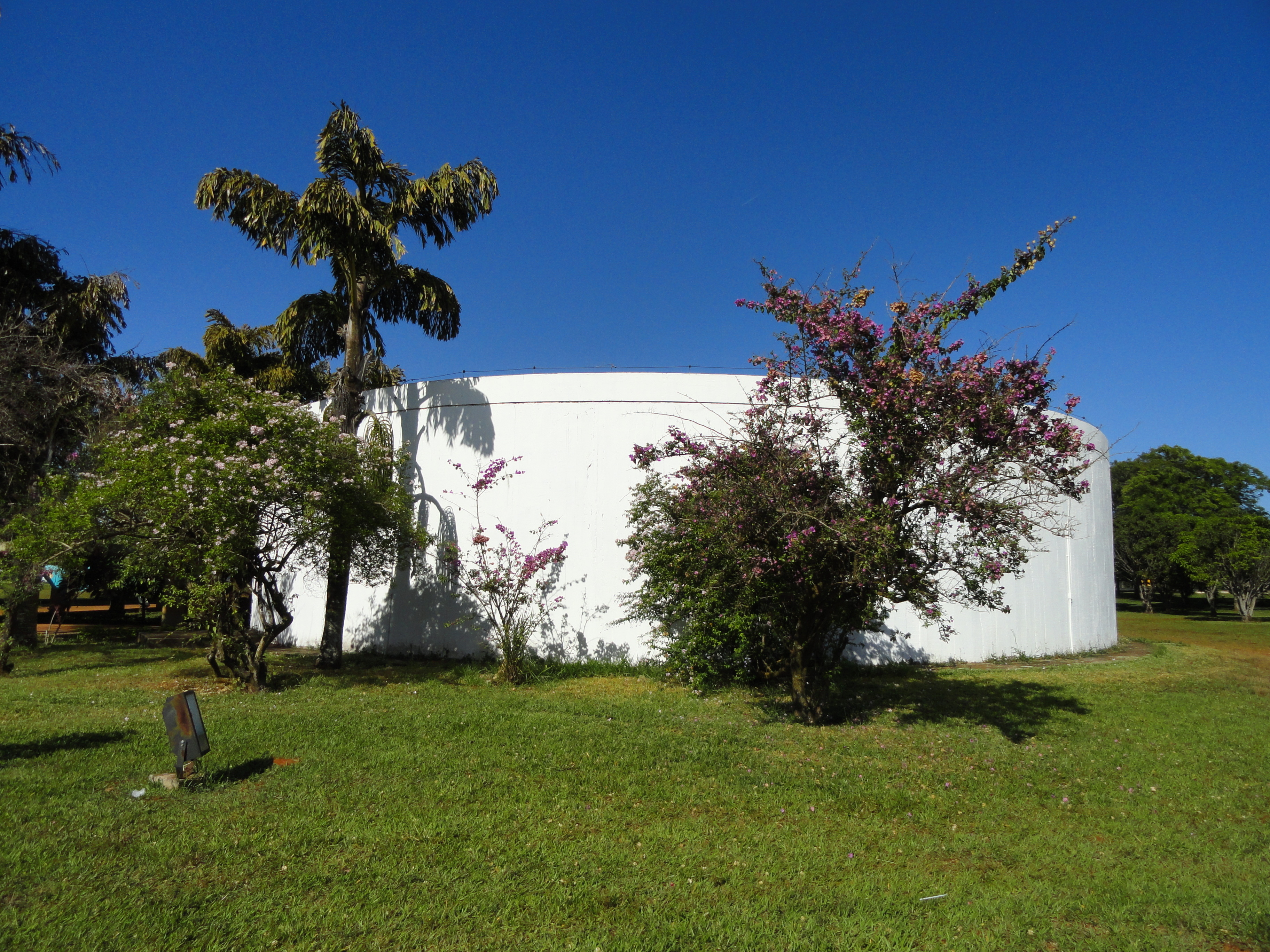
Phòng triển lãm Cássia Eller tại thủ đô Brasilia, mở cửa từ năm 1977 dưới tên Sala Funarte. Đến năm 2001, nó đã được đổi tên như hiện tại để tưởng nhớ nữ ca sĩ.

Cássia Eller mất ngày 29 tháng 12 năm 2001 trong bệnh viện Santa Maria, thành phố Laranjeiras, phía nam bang Rio de Janeiro. Nguyên nhân mất của nữ ca sĩ là do ba lần lên cơn nhồi máu cơ tim. Bà ra đi ở độ tuổi 39, cũng là thời điểm mà công chúng đánh giá bà đang ở đỉnh cao của sự nghiệp. Bà được đưa vào bệnh viên và được điều trị trong phòng chăm sóc đặc biệt. Theo quản lý của bà, Eller đã phàn nàn về tình trạng sức khỏe bất ổn do căng thẳng và làm việc quá sức. Người này cũng cho biết nữ ca sĩ đã làm việc quá sức với hơn 100 đêm diễn trong vòng bảy tháng. Nhiều giả thuyết cho rằng bà bị sốc thuốc vì từ thời thanh niên, bà đã bắt đầu sử dụng các chất kích thích. Tuy vậy, sau khi khám nghiệm khoa học, các bác sĩ của Viện Y học Rio de Janeiro cho biết cái chết của bà không liên quan đến nguyên nhân trên.
Eller được án táng tại nghĩa trang Jardim da Saudade, thành phố Rio de Janeiro.